# Nati il 19 agosto
| Questa pagina contiene informazioni ricavate automaticamente dalle voci biografiche con l'ausilio del template Bio e di un bot. L'aggiornamento è periodico e automatico e ricostruisce completamente la pagina. Se manca una persona in questa lista, sei pregato di non aggiungerla, ma accertati piuttosto che la sua voce biografica contenga il template Bio e che i dati anagrafici siano correttamente compilati. Se il template Bio manca, inseriscilo tu stesso o, in alternativa, metti l'avviso {{tmp\|Bio}} che ne segnala la mancanza. Se i dati riportati sono sbagliati, correggi direttamente la voce biografica; le modifiche saranno visibili in questa lista entro pochi giorni. Per chiarimenti vedi il progetto biografie. La lista contiene solo le 1.124 persone che sono citate nell'enciclopedia e per le quali è stato implementato correttamente il template Bio. Pagina aggiornata al 17 ago 2025. |

## III secolo(1)
- 232 - Marco Aurelio Probo, imperatore romano († 282)

## XII secolo(1)
- 1163 - Ottocaro IV di Stiria, nobile austriaco († 1192)

## XIV secolo(2)
- 1342 - Caterina di Boemia, nobile († 1395)
- 1398 - Íñigo López de Mendoza, poeta e militare spagnolo († 1458)

## XVI secolo(8)
- 1521 - Lodovico Guicciardini, scrittore e mercante italiano († 1589)
- 1533 - Marco Sittico Altemps, cardinale austriaco († 1595)
- 1557 - Federico I di Württemberg, duca († 1608)
- 1558 - Francesco di Borbone-Conti, condottiero francese († 1614)
- 1560 - James Crichton, scienziato, poeta e matematico scozzese († 1582)
- 1562 - Carlo II di Borbone-Vendôme, cardinale e arcivescovo cattolico francese († 1594)
- 1590 - Henry Rich, I conte di Holland, nobile, militare e politico inglese († 1649)
- 1596 - Elisabetta Stuart, principessa scozzese († 1662)

## XVII secolo(9)
- 1621 - Gerbrand van den Eeckhout, pittore olandese († 1674)
- 1622 - James Compton, III conte di Northampton, ufficiale e politico inglese († 1681)
- 1631 - Maffeo Barberini, II principe di Palestrina, nobile italiano († 1685)
- 1631 - John Dryden, poeta, drammaturgo e critico letterario inglese († 1700)
- 1637 - Emilia Giuliana di Barby-Muehlingen, compositrice tedesca († 1706)
- 1646 - John Flamsteed, astronomo inglese († 1719)
- 1649 - Sigismondo Chigi, cardinale italiano († 1678)
- 1686 - Antonio Tonelli, compositore e violoncellista italiano († 1765)
- 1689 - Samuel Richardson, scrittore inglese († 1761)

## XVIII secolo(37)
- 1704 - Bernardo Antonio Vittone, architetto italiano († 1770)
- 1706 - Cristoforo Sizzo de Noris, vescovo cattolico austriaco († 1776)
- 1709 - Francesco Mattei, patriarca cattolico e nobile italiano († 1794)
- 1711 - Edward Boscawen, ammiraglio e politico britannico († 1761)
- 1720 - Ferdinando Fossi, presbitero, archivista e bibliotecario italiano († 1800)
- 1721 - Philipp Friedrich Gmelin, botanico e chimico tedesco († 1768)
- 1721 - Filippo Maria Visconti, arcivescovo cattolico italiano († 1801)
- 1726 - Giulio Cesare Viancini, arcivescovo cattolico italiano († 1797)
- 1735 - Gioacchino Martorana, pittore italiano († 1779)
- 1738 - Antonio Cerati, scrittore e filologo italiano († 1816)
- 1742 - Jean Dauberval, ballerino e coreografo francese († 1806)
- 1743 - Marie-Jeanne Bécu, contessa du Barry, nobile francese († 1793)
- 1745 - Johan Gottlieb Gahn, chimico svedese († 1818)
- 1745 - Alessandro Serbelloni, V duca di San Gabrio, nobile italiano († 1826)
- 1748 - Jean-François-Régis Clet, presbitero francese († 1820)
- 1751 - Samuel Prescott, patriota statunitense († 1777)
- 1753 - Giovanni Amat Malliano, generale italiano († 1833)
- 1753 - Anne Nompar de Caumont, nobildonna francese († 1842)
- 1754 - Luigi Malaspina, letterato e nobile italiano († 1835)
- 1756 - Auguste Marie Henri Picot de Dampierre, generale francese († 1793)
- 1757 - Jean-Baptiste Annibal Aubert du Bayet, politico e generale francese († 1797)
- 1759 - Joaquín Blake, militare spagnolo († 1827)
- 1761 - Andrejan Dmitrievič Zacharov, architetto russo († 1811)
- 1769 - Ulrica von Düben, nobildonna svedese († 1847)
- 1773 - George Villiers, V conte di Jersey, nobile e politico inglese († 1859)
- 1777 - Francesco I delle Due Sicilie, re († 1830)
- 1777 - Louis de Forbin, pittore e scrittore francese († 1841)
- 1780 - Pierre-Jean de Béranger, poeta e musicista francese († 1857)
- 1783 - Friedrich Sertürner, farmacista tedesco († 1841)
- 1783 - Thomas Sully, pittore britannico († 1872)
- 1790 - Giuseppe De Fabris, scultore e pittore italiano († 1860)
- 1792 - Edward Hincks, orientalista, egittologo e assiriologo irlandese († 1866)
- 1792 - Agostino Kotzian, imprenditore austriaco († 1878)
- 1794 - Augusto di Senarclens de Grancy, funzionario tedesco († 1871)
- 1796 - Agnes Strickland, scrittrice e storica inglese († 1874)
- 1799 - Maria Luisa Prosperi, religiosa italiana († 1847)
- 1800 - James Lenox, bibliografo statunitense († 1880)

## XIX secolo(155)
- 1801 - Francesco Bomben, architetto e ingegnere italiano († 1875)
- 1802 - Stephan Schulzer von Müggenburg, micologo ungherese († 1892)
- 1803 - Ludwig Arndts von Arnesberg, giurista tedesco († 1878)
- 1805 - Jules Barthélemy-Saint-Hilaire, filosofo, giornalista e politico francese († 1895)
- 1805 - Josef Danhauser, pittore austriaco († 1845)
- 1807 - Pietro Lanza di Scordia e Butera, nobile, politico e storico italiano († 1855)
- 1808 - Hans Lassen Martensen, docente e vescovo luterano danese († 1884)
- 1812 - Carlo Torre, prefetto e politico italiano († 1889)
- 1819 - Michele Fazioli, politico italiano († 1904)
- 1819 - Vincenzo Pugliese Giannone, politico italiano († 1892)
- 1819 - Julius van Zuylen van Nijevelt, politico e diplomatico olandese († 1894)
- 1820 - Mirko Petrović-Njegoš, militare, diplomatico e poeta montenegrino († 1867)
- 1823 - Giovanni Maria Asara, poeta italiano († 1907)
- 1824 - Georg Goltermann, violoncellista, compositore e direttore d'orchestra tedesco († 1898)
- 1825 - Friedrich von Pöck, ammiraglio austriaco († 1884)
- 1829 - Jules René Bourguignat, zoologo e naturalista francese († 1892)
- 1830 - Julius Lothar Meyer, chimico tedesco († 1895)
- 1831 - Hermann Berthold, tipografo e imprenditore tedesco († 1904)
- 1833 - Gaetano Del Pezzo, diplomatico e politico italiano († 1889)
- 1834 - Malachia Marchesi De Taddei, militare italiano († 1878)
- 1835 - Julius Arnold, patologo tedesco († 1915)
- 1839 - Julius Oscar Brefeld, botanico e micologo tedesco († 1925)
- 1839 - Kume Kunitake, storico giapponese († 1931)
- 1841 - Archibald Acheson, IV conte di Gosford, nobile irlandese († 1922)
- 1843 - Charles Montagu Doughty, poeta, scrittore e viaggiatore inglese († 1926)
- 1843 - Cyrus Scofield, teologo, saggista e pastore protestante statunitense († 1921)
- 1844 - Adelbert Brownlow-Cust, III conte Brownlow, ufficiale e politico inglese († 1921)
- 1845 - Edmond James de Rothschild, banchiere francese († 1934)
- 1846 - Luis Martín, gesuita spagnolo († 1906)
- 1847 - Hans Paul Bernhard Gierke, anatomista tedesco († 1886)
- 1848 - Gustave Caillebotte, pittore francese († 1894)
- 1848 - Leonid Dmitrievič Vjazemskij, generale russo († 1909)
- 1849 - Carlo De Vincentiis, medico e chirurgo italiano († 1904)
- 1851 - Demetrio Paernio, scultore italiano († 1914)
- 1851 - Frans Schollaert, politico belga († 1917)
- 1851 - Homer Taylor, arciere statunitense († 1933)
- 1855 - Ernest Jacques Barbot, generale francese († 1915)
- 1855 - Linda Malnati, sindacalista e attivista italiana († 1921)
- 1855 - Abramo Spinelli, pittore italiano († 1924)
- 1856 - Federico II di Anhalt, duca († 1918)
- 1856 - Mario di Carpegna, politico e militare italiano († 1924)
- 1857 - Carlo Carignani, generale italiano († 1926)
- 1857 - Robert Jones, militare britannico († 1898)
- 1858 - Guglielmo Imperiali di Francavilla, diplomatico e politico italiano († 1944)
- 1859 - Hippolyte Delehaye, gesuita e storico belga († 1941)
- 1859 - Henri Lanos, pittore e illustratore francese († 1929)
- 1860 - John Kane, pittore statunitense († 1934)
- 1860 - Thomas Frederick Price, presbitero e missionario statunitense († 1919)
- 1860 - Pierre Waidmann, pittore e scultore francese († 1937)
- 1861 - Luigi Dentice di Frasso, imprenditore e politico italiano († 1947)
- 1861 - Arturo Luzzatto, politico italiano († 1945)
- 1861 - Wang Shizhen, generale e politico cinese († 1930)
- 1862 - Maurice Barrès, scrittore e politico francese († 1923)
- 1863 - Federico Camuri, pittore e fotografo italiano († 1954)
- 1863 - Adele Sandrock, attrice tedesca († 1937)
- 1864 - Charles J. Stine, attore statunitense († 1934)
- 1869 - Isidro Gomá y Tomás, cardinale e arcivescovo cattolico spagnolo († 1940)
- 1870 - Bernard Baruch, imprenditore e politico statunitense († 1965)
- 1872 - Martha Root, statunitense († 1939)
- 1872 - Théophile de Donder, matematico e fisico belga († 1957)
- 1873 - Fred Stone, attore statunitense († 1959)
- 1874 - Anton von Mailly, scrittore, etnologo e storico austriaco († 1950)
- 1875 - John Bray, mezzofondista statunitense († 1945)
- 1875 - Alphonse Georges, generale francese († 1951)
- 1875 - Giovanni Trussardi Volpi, pittore italiano († 1921)
- 1876 - Eugène Cavaignac, storico francese († 1969)
- 1876 - Oscar Dessomville, canottiere belga († 1938)
- 1876 - Manuel Irurita y Almándoz, vescovo cattolico spagnolo († 1936)
- 1876 - Robert Rössle, patologo tedesco († 1956)
- 1878 - Vladimir Viktorovič Adoratskij, filosofo russo († 1945)
- 1878 - Gastone Costa, avvocato e politico italiano († 1958)
- 1878 - Manuel L. Quezon, politico filippino († 1944)
- 1878 - György Sztantics, marciatore ungherese († 1918)
- 1878 - Jo van der Mey, architetto e progettista olandese († 1949)
- 1879 - Giuseppe Augusto Levis, pittore italiano († 1926)
- 1880 - Augusta Bellingham, nobile britannica († 1947)
- 1880 - Ludovico Spada Veralli Potenziani, nobile e politico italiano († 1971)
- 1880 - Luigi Vannutelli Rey, diplomatico italiano († 1968)
- 1881 - George Enescu, compositore, violinista e pianista rumeno († 1955)
- 1881 - Kingsley Wood, politico britannico († 1943)
- 1882 - George Bellows, pittore e illustratore statunitense († 1925)
- 1882 - Oscar Geier, bobbista svizzero († 1942)
- 1882 - Dario Resta, pilota automobilistico italiano († 1924)
- 1882 - Otto Steinwachs, vescovo vetero-cattolico tedesco († 1977)
- 1883 - Georges Artigue, calciatore svizzero († 1961)
- 1883 - Coco Chanel, stilista francese († 1971)
- 1883 - Elsie Ferguson, attrice statunitense († 1961)
- 1883 - José Mendes Cabeçadas, ammiraglio e politico portoghese († 1965)
- 1884 - Thomas Barbour, erpetologo e naturalista statunitense († 1946)
- 1884 - Corrado Corelli, scultore e calciatore italiano († 1968)
- 1884 - Rinaldo Mastellari, scultore italiano († 1962)
- 1885 - Betsie ten Boom, partigiana olandese († 1944)
- 1886 - Robert Heger, direttore d'orchestra e compositore tedesco († 1978)
- 1886 - Raffaele Merelli, militare italiano († 1916)
- 1886 - Paul Preuss, alpinista austriaco († 1913)
- 1886 - Marco Sala, calciatore italiano († 1969)
- 1887 - Raffaele Campelli, vescovo cattolico italiano († 1982)
- 1887 - Filippo Corridoni, politico e giornalista italiano († 1915)
- 1887 - Arnaldo De Valles, giurista e avvocato italiano († 1964)
- 1887 - Enrico Agostino Griffini, architetto e ingegnere italiano († 1952)
- 1887 - Francis Ledwidge, poeta e scrittore irlandese († 1917)
- 1888 - Donato Pavesi, marciatore italiano († 1946)
- 1888 - Arduino Severini, avvocato e politico italiano († 1953)
- 1888 - Margaret Tarrant, artista inglese († 1959)
- 1889 - Tito Agosti, generale italiano († 1946)
- 1889 - Jean Degouve, calciatore francese
- 1889 - Dave Peyton, cantautore, pianista e arrangiatore statunitense († 1955)
- 1889 - Arthur Waley, traduttore e orientalista britannico († 1966)
- 1890 - Fulvio Balisti, militare e politico italiano († 1959)
- 1890 - Rudolf von Bünau, generale tedesco († 1962)
- 1890 - Augusta Vittoria di Hohenzollern-Sigmaringen, regina († 1966)
- 1890 - Bertil Uggla, astista, pentatleta e schermidore svedese († 1945)
- 1890 - Leslie Wormald, canottiere britannico († 1965)
- 1891 - Lloyd Hamilton, attore statunitense († 1935)
- 1891 - Milton Lasell Humason, astronomo statunitense († 1972)
- 1891 - Ernst Möller, calciatore tedesco († 1916)
- 1891 - Aage Neutzsky-Wulff, poeta danese († 1967)
- 1891 - Luigi Savini, attore e direttore del doppiaggio italiano († 1979)
- 1892 - Otto Fahr, nuotatore tedesco († 1969)
- 1892 - Joseph C. Wright, scenografo statunitense († 1985)
- 1893 - Olga Baclanova, attrice russa († 1974)
- 1893 - Ruggero Grieco, politico e antifascista italiano († 1955)
- 1893 - Axel Pehrsson, politico svedese († 1954)
- 1893 - Kalle Väisälä, matematico e esperantista finlandese († 1968)
- 1894 - Costantino Ferri, compositore e direttore d'orchestra italiano († 1960)
- 1894 - Stefan Fryc, calciatore polacco († 1943)
- 1894 - André Lefèbvre, progettista e pilota automobilistico francese († 1964)
- 1895 - Arnolt Bronnen, drammaturgo e regista austriaco († 1959)
- 1895 - François Demol, allenatore di calcio e calciatore belga († 1966)
- 1895 - Henk Vermetten, calciatore olandese († 1964)
- 1896 - Gino Lisa, aviatore e ufficiale italiano († 1917)
- 1896 - Sabato Martelli Castaldi, generale e partigiano italiano († 1944)
- 1896 - Vilho Niittymaa, discobolo, martellista e pesista finlandese († 1979)
- 1897 - Giuseppe Bonini, mezzofondista e velocista italiano
- 1897 - Robert Corey, biochimico statunitense († 1971)
- 1897 - Howard Rosario Marraro, storico italiano († 1972)
- 1897 - Peter Högl, militare e poliziotto tedesco († 1945)
- 1897 - Roman Vishniac, biologo e fotografo russo († 1990)
- 1898 - Eleanor Boardman, attrice statunitense († 1991)
- 1898 - Louise Lagrange, attrice francese († 1979)
- 1898 - Carlo Pareschi, politico italiano († 1944)
- 1898 - Gerhard Storz, pedagogo, politico e scrittore tedesco († 1983)
- 1898 - Cleto Tomba, scultore e disegnatore italiano († 1987)
- 1899 - Carlo Gero di Urach, principe tedesco († 1981)
- 1899 - Bojan Danovski, attore e regista bulgaro († 1976)
- 1899 - Yves Farge, giornalista e politico francese († 1953)
- 1899 - Charlie Hall, attore inglese († 1959)
- 1899 - Diana MacGill, attrice e cantante italiana († 1968)
- 1899 - Kenneth MacKenna, attore e regista statunitense († 1962)
- 1899 - Rodolfo Melani, calciatore italiano († 1980)
- 1899 - Colleen Moore, attrice e cantante statunitense († 1988)
- 1899 - Bradley Walker Tomlin, pittore statunitense († 1953)
- 1900 - Franco Corsaro, attore italiano († 1982)
- 1900 - Leo Ghering, calciatore olandese († 1966)
- 1900 - Gilbert Ryle, filosofo britannico († 1976)

## XX secolo(879)
- 1901 - Giuseppe Asquini, politico italiano († 1987)
- 1901 - René Capitant, giurista e politico francese († 1970)
- 1901 - Tommy Johnson, allenatore di calcio e calciatore inglese († 1973)
- 1902 - Georges Lacombe, regista e sceneggiatore francese († 1990)
- 1902 - Ogden Nash, poeta statunitense († 1971)
- 1902 - Burkhart Waldecker, esploratore tedesco († 1964)
- 1903 - Ludwig Apfelbeck, ingegnere austriaco († 1987)
- 1903 - José Castelli, calciatore e allenatore di calcio brasiliano († 1984)
- 1903 - James Gould Cozzens, scrittore statunitense († 1978)
- 1903 - Pietro Dalle Vedove, calciatore italiano († 1956)
- 1903 - Claude Dauphin, attore francese († 1978)
- 1903 - Gérard Devos, calciatore belga († 1972)
- 1903 - César Moro, poeta e pittore peruviano († 1956)
- 1903 - Lewis Sargent, attore statunitense († 1970)
- 1904 - Maurice Wilks, ingegnere, progettista e manager britannico († 1963)
- 1905 - Tamára Abakéliâ, scultrice, scenografa e illustratrice georgiana († 1953)
- 1905 - Kārlis Balodis, calciatore lettone († 1972)
- 1905 - Rosario Ruggeri, scrittore e medico italiano († 1991)
- 1906 - June Collyer, attrice statunitense († 1968)
- 1906 - Marcel Desprets, schermidore francese († 1973)
- 1906 - Philo Farnsworth, inventore statunitense († 1971)
- 1907 - Alberto Castelli, arcivescovo cattolico, critico letterario e traduttore italiano († 1971)
- 1907 - Diego De Castro, storico, scrittore e statistico italiano († 2003)
- 1907 - Humphrey Jennings, regista inglese († 1950)
- 1907 - Radovan Zogović, poeta e politico montenegrino († 1986)
- 1908 - Barry Kelley, attore statunitense († 1991)
- 1908 - Warren Perley Knowles, politico e avvocato statunitense († 1993)
- 1908 - Eino Virtanen, lottatore finlandese († 1980)
- 1908 - Giorgio Voghera, scrittore italiano († 1999)
- 1908 - Walter Wallenborg, calciatore norvegese († 1984)
- 1909 - Jerzy Andrzejewski, scrittore polacco († 1983)
- 1909 - Arturo Massolo, filosofo e storico italiano († 1966)
- 1909 - Carl Gustav von Rosen, aviatore e mercenario svedese († 1977)
- 1910 - Alfonsa dell'Immacolata Concezione, religiosa indiana († 1946)
- 1910 - Quentin Bell, storico dell'arte e scrittore britannico († 1996)
- 1910 - Vasile Chiroiu, calciatore rumeno († 1976)
- 1910 - Ernesto De Marzio, politico italiano († 1995)
- 1910 - Rudolf Svedberg, lottatore svedese († 1992)
- 1910 - Jun Tazaki, attore giapponese († 1985)
- 1911 - Léopold Anoul, allenatore di calcio e calciatore belga († 1990)
- 1911 - Mario D'Antona, illustratore italiano († 1977)
- 1911 - Ray Hamann, cestista statunitense († 2005)
- 1911 - József Nemes, calciatore ungherese († 1987)
- 1912 - Frank Cole, cestista britannico († 1995)
- 1912 - Luigi Conte, politico italiano († 2005)
- 1912 - Oreste Palella, attore, regista e sceneggiatore italiano († 1969)
- 1913 - Sergio Citterio, calciatore italiano
- 1913 - Jim Gibbs, cestista statunitense († 2010)
- 1913 - Walter B. Jones, Sr., politico statunitense († 1992)
- 1913 - Paul Maye, ciclista su strada e pistard francese († 1987)
- 1914 - Lajos Baróti, calciatore e allenatore di calcio ungherese († 2005)
- 1914 - Maurice Bourgès-Maunoury, politico francese († 1993)
- 1914 - Gaston Godel, marciatore svizzero († 2004)
- 1914 - Fumio Hayasaka, compositore giapponese († 1955)
- 1914 - Lucien Vlaemynck, ciclista su strada belga († 1994)
- 1915 - Alphonse Antoine, ciclista su strada francese († 1999)
- 1915 - Ring Lardner Jr., sceneggiatore, giornalista e scrittore statunitense († 2000)
- 1915 - Alberto Malagugini, politico e avvocato italiano († 1988)
- 1915 - Gwyn Manning, calciatore gallese († 2003)
- 1915 - Carlo Noé, militare italiano († 1940)
- 1915 - Georgij Žarkov, allenatore di calcio e calciatore sovietico († 1981)
- 1916 - Giovanni Battista Ansoldi, imprenditore e produttore discografico italiano († 1979)
- 1916 - Dennis Poore, pilota automobilistico britannico († 1987)
- 1916 - Marie Wilson, attrice statunitense († 1972)
- 1917 - Giovanni Costa, calciatore italiano († 1984)
- 1918 - Lev Kokorin, pallanuotista sovietico († 1989)
- 1918 - Ángel Perucca, calciatore argentino († 1981)
- 1918 - Shankar Dayal Sharma, politico indiano († 1999)
- 1919 - Vittorio Aicardi, politico italiano († 1989)
- 1919 - Malcolm Forbes, editore statunitense († 1990)
- 1919 - Vittorio Ghirlanda, calciatore italiano († 1985)
- 1919 - Bianca Guidetti Serra, partigiana, avvocata e politica italiana († 2014)
- 1919 - Roberto La Paz, calciatore uruguaiano
- 1920 - Fortunato Maninetti, canottiere italiano († 1997)
- 1920 - Giorgio Melchiori, critico letterario, traduttore e saggista italiano († 2009)
- 1920 - Francisco Virgos Baello, calciatore spagnolo († 2000)
- 1921 - Pasquale Cajano, attore italiano († 2000)
- 1921 - David Lodge, attore e circense britannico († 2003)
- 1921 - Anselmo Martoni, politico, partigiano e sindacalista italiano († 2002)
- 1921 - Rolla Seshagiri Rao, botanico indiano († 2015)
- 1921 - Gene Roddenberry, sceneggiatore e produttore televisivo statunitense († 1991)
- 1921 - Antonio Russello, scrittore italiano († 2001)
- 1922 - Hernán Carvallo, calciatore cileno († 2011)
- 1922 - Angelo Cristofari, politico e dirigente sportivo italiano
- 1922 - Stephen Wurm, linguista australiano († 2001)
- 1923 - Mario Cirillo, politico italiano († 1980)
- 1923 - Lev Aleksandrovič Kulidžanov, regista cinematografico sovietico († 2002)
- 1923 - Nils Landgren, bobbista svedese († 2002)
- 1923 - Patrick Martin, bobbista statunitense († 1987)
- 1923 - Dante Meaglia, partigiano italiano († 2007)
- 1923 - Carlo Poggi, vescovo cattolico italiano († 1997)
- 1923 - Bruno Vincenzi, politico italiano († 1995)
- 1924 - Vincenzo Baldoni, architetto italiano († 2003)
- 1924 - Willard Sterling Boyle, fisico canadese († 2011)
- 1924 - Umberto Caldora, storico italiano († 1975)
- 1924 - Renzo Canestrari, medico e psicologo italiano († 2017)
- 1924 - Antonio Durán, allenatore di calcio e calciatore spagnolo († 2009)
- 1924 - Živorad Janković, architetto jugoslavo († 1990)
- 1924 - William Marshall, attore e regista statunitense († 2003)
- 1924 - Abdul Reza Pahlavi, principe iraniano († 2004)
- 1925 - Michiaki Watanabe, compositore e musicista giapponese († 2022)
- 1926 - Luis Bordón, compositore e musicista paraguaiano († 2006)
- 1926 - Johnny Boyd, pilota automobilistico statunitense († 2003)
- 1926 - Tina Merlin, giornalista, scrittrice e partigiana italiana († 1991)
- 1926 - Annie Palmen, cantante olandese († 2000)
- 1926 - Manlio Quarantelli, aviatore italiano († 1984)
- 1926 - Mario Rigutti, astronomo e divulgatore scientifico italiano
- 1926 - Angus Scrimm, attore statunitense († 2016)
- 1926 - Carlo Zauli, ceramista e scultore italiano († 2002)
- 1927 - Paraskevas Avgerinos, politico e medico greco
- 1927 - Francesco Canessa, giornalista, saggista e critico musicale italiano
- 1927 - Jovan Cokić, calciatore jugoslavo († 2004)
- 1927 - Ferdinando Facchiano, politico italiano († 2022)
- 1927 - Roberta Haynes, attrice statunitense († 2019)
- 1927 - L.Q. Jones, attore, regista e produttore cinematografico statunitense († 2022)
- 1927 - Lauri Lehtinen, calciatore finlandese († 2016)
- 1927 - Karl Harrington Potter, storico delle religioni e indologo statunitense († 2022)
- 1928 - Ratna Rajya Lakshmi Devi, regina nepalese
- 1928 - Lia Finzi, educatrice, politica e scrittrice italiana
- 1928 - Dzidra Ritenberga, attrice e regista sovietica († 2003)
- 1928 - Vladimir Slavov, cestista bulgaro
- 1928 - Marisa Volpi, storica dell'arte, critica d'arte e scrittrice italiana († 2015)
- 1928 - Rocco Zito, mafioso italiano († 2016)
- 1928 - Maria Francesca di Borbone-Parma, principessa italiana
- 1929 - Giampiero Becherelli, attore e scrittore italiano († 2010)
- 1929 - Bill Foster, allenatore di pallacanestro e dirigente sportivo statunitense († 2016)
- 1929 - Ion N. Petrovici, neurologo rumeno († 2021)
- 1929 - Mirco Tagliamento, ex calciatore italiano
- 1930 - Amedeo Bonistalli, calciatore italiano († 1958)
- 1930 - David G. Compton, scrittore britannico († 2023)
- 1930 - Frank McCourt, scrittore e docente statunitense († 2009)
- 1930 - Józef Świder, compositore e pedagogo polacco († 2014)
- 1931 - Alberto Balestrini, ex schermidore argentino
- 1931 - Luigi Celeghin, musicista e organista italiano († 2012)
- 1931 - Elena Cotta, attrice italiana
- 1931 - James Crabe, direttore della fotografia statunitense († 1989)
- 1931 - Aldo Eminente, nuotatore francese († 2021)
- 1931 - Derek Gardner, ingegnere britannico († 2011)
- 1931 - Marianne Koch, attrice tedesca
- 1931 - Noemi Serpellon, ex cestista italiana
- 1931 - Bill Shoemaker, fantino statunitense († 2003)
- 1932 - Rolf Graf, ciclista su strada e pistard svizzero († 2019)
- 1932 - Frank Jordan, nuotatore e pallanuotista australiano († 2012)
- 1932 - Jacques Lob, fumettista francese († 1990)
- 1932 - Lucio Magri, politico e saggista italiano († 2011)
- 1932 - Angelo Pierangeli, chirurgo italiano († 2010)
- 1932 - Leonzio Rezzadore, giocatore di curling e dirigente sportivo italiano († 2011)
- 1932 - Franco Russi, ex calciatore e allenatore di calcio italiano
- 1932 - Thomas P. Salmon, politico statunitense († 2025)
- 1932 - Banharn Silpa-archa, politico thailandese († 2016)
- 1933 - Guy Grosso, attore francese († 2001)
- 1933 - Debra Paget, attrice statunitense
- 1933 - Pierre Sorlin, critico cinematografico, storico e saggista francese († 2025)
- 1933 - Gustave Van Vaerenbergh, ciclista su strada belga
- 1934 - Gordon Bell, ingegnere, imprenditore e dirigente d'azienda statunitense († 2024)
- 1934 - Domenico Crusco, vescovo cattolico italiano († 2013)
- 1934 - Ambrose Battista De Paoli, arcivescovo cattolico statunitense († 2007)
- 1934 - David Durenberger, politico statunitense († 2023)
- 1934 - Renée Richards, oculista e ex tennista statunitense
- 1935 - Paolo Babbini, politico italiano († 2019)
- 1935 - Martin Birrane, imprenditore irlandese († 2018)
- 1935 - Angelo Meraviglia, calciatore italiano
- 1935 - Story Musgrave, medico e ex astronauta statunitense
- 1935 - Natale Nobili, calciatore e allenatore di calcio italiano († 2021)
- 1936 - Vittorio Basaglia, artista italiano († 2005)
- 1936 - Ferruccio Brugnaro, poeta italiano
- 1936 - Gianfranco D'Angelo, attore, comico e cabarettista italiano († 2021)
- 1936 - Egidio Morbello, ex calciatore italiano
- 1936 - Michael Wood, critico letterario e saggista inglese
- 1937 - Ron Abegglen, cestista e allenatore di pallacanestro statunitense († 2018)
- 1937 - Victor Bach, pianista, organista e direttore d'orchestra italiano († 2018)
- 1937 - Richard Møller Nielsen, allenatore di calcio e calciatore danese († 2014)
- 1937 - Aleksandr Valentinovič Vampilov, drammaturgo sovietico († 1972)
- 1938 - Valentin Mankin, velista sovietico († 2014)
- 1938 - Luigi Marino, politico italiano
- 1938 - Diana Muldaur, attrice statunitense
- 1938 - Owe Ohlsson, ex calciatore svedese
- 1938 - Kaoru Wakabayashi, ex cestista giapponese
- 1938 - Franco Zazzeri, scultore italiano
- 1939 - Umberto Artioli, storico e critico teatrale italiano († 2004)
- 1939 - Alan Baker, matematico inglese († 2018)
- 1939 - Ginger Baker, batterista britannico († 2019)
- 1939 - Giovanni Bianchi, politico italiano († 2017)
- 1939 - Max Lorenz, ex calciatore tedesco
- 1939 - Ron Miller, giocatore di football americano statunitense († 2012)
- 1939 - Pier Luigi Olla, artista italiano
- 1939 - Marc Simenon, regista e sceneggiatore francese († 1999)
- 1939 - Vladimiro Tarnawsky, ex calciatore sovietico
- 1940 - Nicky Hoffmann, calciatore lussemburghese († 2018)
- 1940 - Corrado Marucci, gesuita, biblista e teologo italiano († 2016)
- 1940 - Johnny Nash, cantante e attore statunitense († 2020)
- 1940 - Govind Nihalani, regista, sceneggiatore e direttore della fotografia indiano
- 1940 - Paolo Scheggi, artista italiano († 1971)
- 1940 - Jill St. John, attrice e ex modella statunitense
- 1940 - Fabrizio Trecca, scrittore e conduttore televisivo italiano († 2014)
- 1941 - Pier Luigi Cimma, compositore, chitarrista e liutista italiano († 2006)
- 1941 - John Cootes, rugbista a 13, imprenditore e presbitero australiano
- 1941 - Roswitha Esser, ex canoista tedesca
- 1941 - Jules Melquiond, ex sciatore alpino francese
- 1941 - Marcelo Pagani, ex calciatore argentino
- 1941 - Jeanne Valérie, attrice francese († 2020)
- 1942 - Eleonora Bianchi, attrice italiana
- 1942 - Jean-Paul Fitoussi, economista francese († 2022)
- 1942 - David Miller, filosofo britannico († 2024)
- 1942 - Mario Rossi, ex terrorista italiano
- 1942 - David Scott Morgan, chitarrista britannico
- 1942 - Fred Dalton Thompson, avvocato, politico e attore statunitense († 2015)
- 1942 - Milan Vukić, scacchista bosniaco
- 1943 - Bruce Ackerman, costituzionalista statunitense
- 1943 - Dave Chadwick, ex calciatore inglese
- 1943 - Cesare De Michelis, critico letterario e editore italiano († 2018)
- 1943 - Sid Going, rugbista a 15 e allenatore di rugby a 15 neozelandese († 2024)
- 1943 - Billy J. Kramer, cantante britannico
- 1943 - Alfonso Vallejo, drammaturgo, neurologo e pittore spagnolo († 2021)
- 1943 - Luigi Zoja, psicoanalista e sociologo italiano
- 1944 - Jean Fréchet, chimico statunitense
- 1944 - Hugo Gatti, calciatore argentino († 2025)
- 1944 - Stew Johnson, ex cestista e allenatore di pallacanestro statunitense
- 1944 - Georg Lewandowski, politico tedesco
- 1944 - Peter Noble, calciatore inglese († 2017)
- 1944 - John Roselius, attore statunitense († 2018)
- 1944 - Adrian Smith, architetto statunitense
- 1944 - Mordechai Spiegler, allenatore di calcio e ex calciatore israeliano
- 1944 - Carl Wolmar Jakob von Uexküll, scrittore, politico e filantropo svedese
- 1944 - Frédéric Vitoux, scrittore e giornalista francese
- 1944 - Yang Seung-kook, ex calciatore nordcoreano
- 1945 - Jacques De Decker, scrittore, giornalista e drammaturgo belga († 2020)
- 1945 - Maria Ida Germontani, politica italiana
- 1945 - Ian Gillan, cantautore britannico
- 1945 - Benjamín Grau, pilota motociclistico spagnolo
- 1945 - Giancarlo Innocenzi, politico italiano
- 1945 - Hidehito Nakamura, giocatore di go giapponese
- 1945 - Aiko Onozawa, ex pallavolista giapponese
- 1945 - Félix Luís Viera, scrittore e poeta cubano
- 1945 - Charles Wellesley, IX duca di Wellington, nobile inglese
- 1946 - Charles Bolden, militare e astronauta statunitense
- 1946 - Bill Clinton, politico statunitense
- 1946 - Nino Di Paolo, generale italiano († 2023)
- 1946 - Bob Johnson, ex giocatore di football americano statunitense
- 1946 - Filippo del Liechtenstein, principe liechtensteinese
- 1946 - Ti Lung, attore, regista e produttore cinematografico cinese
- 1946 - Alex Malheiros, compositore e contrabbassista brasiliano
- 1946 - Dawn Steel, imprenditrice e produttrice cinematografica statunitense († 1997)
- 1946 - Rob Tielman, sociologo olandese
- 1946 - Jim Tillman, cestista statunitense († 2009)
- 1947 - Roger S. Bagnall, storico statunitense
- 1947 - Agostino Cilardo, arabista italiano († 2017)
- 1947 - Joe Cottonwood, scrittore statunitense
- 1947 - Gerry Ingram, ex calciatore inglese
- 1947 - Gerald McRaney, attore statunitense
- 1947 - Gerard Schwarz, direttore d'orchestra e trombettista statunitense
- 1947 - Pierangelo Summa, regista teatrale e scultore italiano († 2015)
- 1947 - Riccardo Tozzi, imprenditore, produttore cinematografico e produttore televisivo italiano
- 1948 - Luisa Bonolis, storica della scienza italiana
- 1948 - Jim Carter, attore britannico
- 1948 - Tipper Gore, attivista e scrittrice statunitense
- 1948 - Ian McElhinney, attore britannico
- 1948 - Carlos Horacio Moreno, calciatore e allenatore di calcio argentino († 2020)
- 1948 - Giuseppe Petrocchi, cardinale e arcivescovo cattolico italiano
- 1948 - Angelo Scandurra, poeta e scrittore italiano († 2021)
- 1948 - Tommy Söderberg, allenatore di calcio svedese
- 1948 - Toshio Suzuki, produttore cinematografico giapponese
- 1948 - Sandro Trevisanato, avvocato, dirigente pubblico e politico italiano
- 1948 - Claudio Vandoni, allenatore di pallacanestro italiano
- 1948 - Abbud al-Zumar, militare e terrorista egiziano
- 1949 - Heiner Baltes, ex calciatore tedesco
- 1949 - Barbara Enright, giocatrice di poker statunitense
- 1949 - Arturo Esposito, generale italiano
- 1949 - Aleksandr Luk'janov, ex canottiere sovietico
- 1949 - Giovanni Roncari, vescovo cattolico italiano
- 1949 - Uta Schmuck, ex nuotatrice tedesca orientale
- 1949 - Niwat Sisawat, calciatore thailandese († 2025)
- 1950 - Jürgen Bähringer, ex calciatore tedesco orientale
- 1950 - Reinhard Fabisch, calciatore e allenatore di calcio tedesco († 2008)
- 1950 - Aino Kallunki, ex biatleta finlandese
- 1950 - Vincenzo Recchia, politico italiano
- 1950 - Muhammad Mian Soomro, politico pakistano
- 1950 - Francesco Tritto, giurista italiano († 2005)
- 1951 - John Deacon, bassista, polistrumentista e compositore britannico
- 1951 - Brenda Hampton, sceneggiatrice, produttore televisivo e autrice televisiva statunitense
- 1951 - Jean-Luc Mélenchon, politico francese
- 1951 - Lillian Müller, attrice e modella norvegese
- 1951 - Gustavo Santaolalla, compositore argentino
- 1951 - Domenico Volpati, ex calciatore italiano
- 1952 - Dino Boffo, giornalista e dirigente d'azienda italiano
- 1952 - Andreas Decker, ex canottiere tedesco
- 1952 - Susan Fiske, psicologa statunitense
- 1952 - Jonathan Frakes, attore e regista statunitense
- 1952 - Randy Garber, ex calciatore statunitense
- 1952 - Gabriela Grillo, cavallerizza tedesca († 2024)
- 1952 - Milton Hatoum, scrittore e giornalista brasiliano
- 1952 - Stephen Hughes, politico britannico
- 1952 - Rudolf Kargus, ex calciatore tedesco
- 1952 - Lon Kruger, ex cestista e allenatore di pallacanestro statunitense
- 1952 - Willy Meyer, politico spagnolo
- 1953 - Nanni Moretti, regista, attore e sceneggiatore italiano
- 1953 - Ingrid D. Rowland, italianista statunitense
- 1954 - Judy Dickerson, attrice statunitense
- 1954 - Oscar Larrauri, ex pilota automobilistico argentino
- 1954 - Emilia Libera, collaboratrice di giustizia e ex brigatista italiana
- 1954 - Daina Taimiņa, matematica lettone
- 1955 - Peter Gallagher, attore statunitense
- 1955 - Apisai Ielemia, politico tuvaluano († 2018)
- 1955 - Cindy Nelson, ex sciatrice alpina statunitense
- 1955 - Maurizio Pagnussat, regista televisivo italiano
- 1955 - Ibrahim Sidrak, patriarca cattolico egiziano
- 1955 - Đorđe Vujkov, ex calciatore serbo
- 1956 - Adam Arkin, attore e regista statunitense
- 1956 - Gennaro Borriello, ex arbitro di calcio italiano
- 1956 - Sergio Brio, ex calciatore e allenatore di calcio italiano
- 1956 - Fathi Chebel, ex calciatore algerino
- 1956 - Louise Gold, attrice, cantante e doppiatrice britannica
- 1956 - Jackie Huggins, storica e attivista australiana
- 1956 - Maria Grazia Mancuso, ginnasta italiana († 2014)
- 1956 - Hassan Nazari, ex calciatore iraniano
- 1956 - José Rubén Zamora, giornalista e imprenditore guatemalteco
- 1957 - Rudolf Bommer, allenatore di calcio e ex calciatore tedesco
- 1957 - Gianni Davito, ex altista italiano
- 1957 - Joe DiBiase, bassista statunitense
- 1957 - Martin Donovan, attore statunitense
- 1957 - Elena Fissore, politica italiana
- 1957 - Klaus Heidegger, dirigente d'azienda e ex sciatore alpino austriaco
- 1957 - Gracia Olayo, attrice spagnola
- 1957 - Cesare Prandelli, allenatore di calcio e ex calciatore italiano
- 1957 - Márta Sebestyén, cantante ungherese
- 1958 - Mohamed El-Erian, economista e imprenditore egiziano
- 1958 - Lee Won-u, cestista sudcoreano († 2004)
- 1958 - Christian Monschau, allenatore di pallacanestro e ex cestista francese
- 1958 - Rick Snyder, politico statunitense
- 1959 - Pamela Fryman, regista e produttrice televisiva statunitense
- 1959 - Anthony Muñoz, ex giocatore di football americano statunitense
- 1959 - Kazuki Nakashima, drammaturgo, fumettista e sceneggiatore giapponese
- 1959 - Ivan Neville, polistrumentista e cantante statunitense
- 1959 - Jasna Pepeunik, ex cestista jugoslava
- 1959 - Ricky Pierce, ex cestista statunitense
- 1959 - Umberto Rapetto, generale italiano
- 1959 - Anthony Sowell, criminale statunitense († 2021)
- 1959 - Sven Ušić, ex cestista e allenatore di pallacanestro jugoslavo
- 1959 - Gerard Veldscholten, ex ciclista su strada olandese
- 1959 - Cyndy Violette, giocatrice di poker statunitense
- 1960 - Morten Andersen, ex giocatore di football americano danese
- 1960 - Eddy Casteels, allenatore di pallacanestro e ex cestista belga
- 1960 - Bobby Hebert, giocatore di football americano statunitense
- 1960 - John Hemingway, scrittore statunitense
- 1960 - Stephen Hicks, filosofo canadese
- 1960 - Linda Lorenzi, showgirl, illusionista e ex modella italiana
- 1960 - Richard McCabe, attore britannico
- 1960 - Asa Nonami, scrittrice giapponese
- 1960 - Zoltán Rátóti, attore e artista ungherese
- 1960 - Paul Satterfield, attore statunitense
- 1961 - Frédéric Antonetti, allenatore di calcio e ex calciatore francese
- 1961 - Virginio Brivio, politico italiano
- 1961 - Jonathan Coe, scrittore britannico
- 1961 - Francesca Comencini, regista e sceneggiatrice italiana
- 1961 - Rémy Marion, fotografo e scrittore francese
- 1961 - Sandra Sabattini, atleta italiana († 1984)
- 1961 - Violeta Urmana, soprano e mezzosoprano lituano
- 1961 - Luciano Vecchi, politico italiano
- 1961 - Ville Virtanen, attore finlandese
- 1962 - Marco Bizzarri, dirigente d'azienda italiano
- 1962 - Angelo Debarre, chitarrista francese
- 1962 - Rosario Iozia, carabiniere italiano († 1987)
- 1962 - Valérie Kaprisky, attrice francese
- 1962 - Bernd Lucke, politico e economista tedesco
- 1962 - Michael Massimino, ex astronauta e ingegnere statunitense
- 1962 - U Eun-gyeong, ex cestista sudcoreana
- 1962 - Zhao Shigang, ex giocatore di calcio a 5 cinese
- 1962 - Dragutin Čelić, allenatore di calcio e ex calciatore croato
- 1963 - Bonnie Bianco, attrice e cantante statunitense
- 1963 - Pasquale Di Filippo, mafioso e collaboratore di giustizia italiano
- 1963 - Rebecca Evans, soprano gallese
- 1963 - Matthew Glave, attore statunitense
- 1963 - Violeta Ninova, ex canottiera bulgara
- 1963 - Hector Pieterson, attivista sudafricano († 1976)
- 1963 - John Stamos, attore e cantante statunitense
- 1963 - Joey Tempest, cantautore, compositore e musicista svedese
- 1963 - Giorgio Vanni, cantautore italiano
- 1964 - Toni Adams, statunitense († 2010)
- 1964 - Amy Hennig, autrice di videogiochi statunitense
- 1964 - Torgeir Bryn, ex cestista norvegese
- 1964 - Alan Carter, pilota motociclistico britannico
- 1964 - Juan Carlos Castillo, ciclista su strada colombiano († 1993)
- 1964 - Joseph Kahn, giornalista statunitense
- 1964 - Pete Ricketts, politico statunitense
- 1964 - Axel Roos, ex calciatore tedesco
- 1964 - Federico Scribani, attore italiano
- 1964 - Valerij Tichonenko, ex cestista, allenatore di pallacanestro e dirigente sportivo russo
- 1965 - Nicolaj Brüel, direttore della fotografia danese
- 1965 - Josef Bucher, politico austriaco
- 1965 - Ronald Castillo, ex giocatore di calcio a 5 costaricano
- 1965 - Kevin Dillon, attore statunitense
- 1965 - Augustine Eguavoen, allenatore di calcio e ex calciatore nigeriano
- 1965 - Ashot Ghulyan, politico karabakho
- 1965 - Kyra Sedgwick, attrice, regista e produttrice cinematografica statunitense
- 1965 - Jürgen Mandl, ex bobbista, ex multiplista e ex ostacolista austriaco
- 1965 - Maria de Medeiros, attrice, regista e cantante portoghese
- 1965 - Hans-Christian Schmid, regista cinematografico tedesco
- 1965 - James Tomkins, canottiere australiano
- 1966 - Shelby Cannon, ex tennista statunitense
- 1966 - Lilián García, cantante statunitense
- 1966 - Chris McGarry, attore statunitense
- 1966 - Mauri Mines, cantautore, musicista e produttore discografico italiano
- 1966 - Kari Anne Saude, ex sciatrice alpina norvegese
- 1966 - Lee Ann Womack, cantante statunitense
- 1966 - Wilco Zeelenberg, pilota motociclistico olandese
- 1966 - Saleh al-Arouri, politico palestinese († 2024)
- 1966 - Eduardo Fernando da Silva, ex calciatore uruguaiano
- 1967 - Saeed Al-Owairan, ex calciatore saudita
- 1967 - Abdellah Bidar, ex calciatore marocchino
- 1967 - Lucy Briers, attrice inglese
- 1967 - Leontin Grozavu, allenatore di calcio e ex calciatore rumeno
- 1967 - Boris Hvojnev, ex calciatore bulgaro
- 1967 - Franco Lerda, allenatore di calcio e ex calciatore italiano
- 1967 - Mel McCants, ex cestista statunitense
- 1967 - Satya Nadella, dirigente d'azienda indiano
- 1967 - Daniela Rondinelli, politica italiana
- 1967 - Greg Smith, atleta paralimpico australiano
- 1967 - Tabitha Soren, giornalista statunitense
- 1967 - Sergej Jur'evič Zacharov, generale russo
- 1968 - Kaouther Abid, ex cestista tunisina
- 1968 - Roger Freestone, ex calciatore gallese
- 1968 - Guido Guidi, meteorologo e militare italiano
- 1968 - Nikolaos Kaklamanakīs, velista greco
- 1968 - Philippe Kalt, ex arbitro di calcio francese
- 1968 - Nicola Losacco, allenatore di calcio e ex calciatore italiano
- 1968 - Andrij Sadovyj, imprenditore e politico ucraino
- 1968 - Alessandro d'Onofrio, architetto italiano
- 1969 - Olapade Adeniken, ex velocista nigeriano
- 1969 - Paolo Bellino, ex ostacolista e dirigente sportivo italiano
- 1969 - Mariastella Bianchi, economista, giornalista e politica italiana
- 1969 - Anton Biloro, ex giocatore di calcio a 5 olandese
- 1969 - John Crowley, regista irlandese
- 1969 - Oscar Draguicevich, ex calciatore e ex giocatore di calcio a 5 statunitense
- 1969 - Nate Dogg, cantante e rapper statunitense († 2011)
- 1969 - Serhij Kljujev, politico ucraino
- 1969 - Slobodan Miletić, ex calciatore serbo
- 1969 - Paula Jai Parker, attrice statunitense
- 1969 - Matthew Perry, attore statunitense († 2023)
- 1969 - Emigdio Preciado Jr., criminale statunitense
- 1969 - Benjamim Romano, ex cestista angolano
- 1969 - Louīs Stefanī, ex calciatore cipriota
- 1969 - Clay Walker, cantante e attore statunitense
- 1969 - Ten'ya Yabuno, fumettista giapponese
- 1970 - Ludovic Bource, compositore e arrangiatore francese
- 1970 - Kōnstantinos Fasouliōtīs, ex calciatore cipriota
- 1970 - Fat Joe, rapper statunitense
- 1970 - Nicola Fazzini, compositore, sassofonista e direttore artistico italiano
- 1970 - Mat Johnson, scrittore e saggista statunitense
- 1970 - Flycat, artista e writer italiano
- 1970 - George Sangster, ornitologo olandese
- 1970 - Gary Yourofsky, attivista, educatore e oratore statunitense
- 1971 - Carole Delga, politica francese
- 1971 - Ibrahim El-Masry, ex calciatore egiziano
- 1971 - Mary Joe Fernández, allenatrice di tennis e ex tennista statunitense
- 1971 - Rodolfo Giorgetti, allenatore di calcio e ex calciatore italiano
- 1971 - Carlos Giró, pilota motociclistico spagnolo
- 1971 - Agnieszka Jaroszewicz, ex cestista polacca
- 1971 - Giovanni Martusciello, allenatore di calcio e ex calciatore italiano
- 1971 - Jaime Ordóñez, attore spagnolo
- 1971 - Marios Peukos, ex calciatore cipriota
- 1971 - João Pinto, ex calciatore portoghese
- 1971 - Miguel Ponce, allenatore di calcio e ex calciatore cileno
- 1971 - Andrew Tembo, ex calciatore zambiano
- 1971 - Grégory Wimbée, ex calciatore francese
- 1972 - Roberto Abbondanzieri, allenatore di calcio e ex calciatore argentino
- 1972 - Nobuyuki Anzai, scrittore e fumettista giapponese
- 1972 - Greg Bryk, attore canadese
- 1972 - Mirko Casadei, cantante e musicista italiano
- 1972 - Sammi Cheng, cantante e attrice cinese
- 1972 - James Comer, politico statunitense
- 1972 - Richard Gómez, ex calciatore paraguaiano
- 1972 - Lucas Macri, astronomo argentino
- 1972 - Cristina Piolini, alpinista italiana
- 1972 - Chihiro Yonekura, cantante giapponese
- 1973 - Ahmed Best, attore, doppiatore e regista statunitense
- 1973 - Juan Carlos Carcedo, allenatore di calcio e ex calciatore spagnolo
- 1973 - Ana Valeria Dini, attrice italiana
- 1973 - Lee Woo-young, ex calciatore sudcoreano
- 1973 - Marco Materazzi, allenatore di calcio e ex calciatore italiano
- 1973 - Rodrigo Pérez, ex calciatore cileno
- 1973 - Roy Rogers, allenatore di pallacanestro e ex cestista statunitense
- 1973 - Stefano Sartori, ex sciatore d'erba italiano
- 1973 - Mette-Marit Tjessem Høiby, principessa norvegese
- 1973 - Ján Valach, dirigente sportivo e ex ciclista su strada slovacco
- 1973 - Simona Zani, allenatrice di calcio e ex calciatrice italiana
- 1974 - Talamasca, disc jockey e produttore discografico francese
- 1974 - Shurland David, ex calciatore trinidadiano
- 1974 - Mark Dittgen, ex calciatore tedesco
- 1974 - Fabiana García Lago, attrice argentina
- 1974 - Yoshika Matsubara, allenatore di calcio e ex calciatore giapponese
- 1974 - Sergej Nikolaevič Ryžikov, cosmonauta russo
- 1974 - Andrea Samsonová, ex cestista ceca
- 1974 - Barbara Serra, giornalista italiana
- 1974 - David Tomás, pilota motociclistico spagnolo
- 1975 - Marco Alverà, dirigente d'azienda italiano
- 1975 - Jérémie Bélingard, ex ballerino francese
- 1975 - Chynna Clugston Flores, fumettista statunitense
- 1975 - Trond Ivar Døvle, arbitro di calcio norvegese
- 1975 - Francisco Fernández, ex calciatore cileno
- 1975 - Kuishinbo Kamen, wrestler giapponese
- 1975 - Andreas Karlsson, ex hockeista su ghiaccio svedese
- 1975 - Oliver Mintzlaff, dirigente sportivo e ex mezzofondista tedesco
- 1975 - Jason Miskiri, ex cestista guyanese
- 1975 - Mỹ Linh, cantante, personaggio televisivo e attivista vietnamita
- 1975 - Trygve Nygaard, ex calciatore norvegese
- 1975 - Tracie Thoms, attrice statunitense
- 1976 - David Bernier, schermidore portoricano
- 1976 - Régine Chassagne, musicista, polistrumentista e cantante canadese
- 1976 - Uroš Golubović, ex calciatore serbo
- 1976 - Amiran Kardanov, ex lottatore greco
- 1976 - Pablo Larraín, regista, sceneggiatore e produttore cinematografico cileno
- 1976 - Adriano Alex Taribello, ex calciatore italiano
- 1976 - Benoît Zwierzchiewski, maratoneta francese
- 1977 - Callum Blue, attore britannico
- 1977 - Stefano Chiodini, regista cinematografico italiano
- 1977 - Michal Doležal, allenatore di calcio e ex calciatore ceco
- 1977 - Will Hurd, politico e agente segreto statunitense
- 1977 - Giulia Lupo, politica italiana
- 1977 - Sara Martins, attrice portoghese
- 1977 - Iban Mayo, ex ciclista su strada spagnolo
- 1977 - Ricco Rodriguez, artista marziale misto statunitense
- 1977 - Shaun Stonerook, ex cestista statunitense
- 1977 - Takahiro Yamada, bassista giapponese
- 1978 - Luis von Ahn, informatico guatemalteco
- 1978 - Walter Baseggio, ex calciatore belga
- 1978 - Jens Boden, ex pattinatore di velocità su ghiaccio tedesco
- 1978 - Michelle Borth, attrice statunitense
- 1978 - David Boston, ex giocatore di football americano statunitense
- 1978 - Chris Capuano, ex giocatore di baseball statunitense
- 1978 - Jurgen Cavens, ex calciatore belga
- 1978 - Jordi Ferrón, ex calciatore spagnolo
- 1978 - Ivan Gvozdenović, allenatore di calcio e ex calciatore serbo
- 1978 - Jason Jones, cantante statunitense
- 1978 - Thomas Jones, ex giocatore di football americano e attore statunitense
- 1978 - Nika King, attrice e comica statunitense
- 1978 - Satomi Miki, ex cestista giapponese
- 1978 - François Modesto, dirigente sportivo e ex calciatore francese
- 1978 - Sébastien Tortelli, pilota motociclistico francese
- 1979 - Matteo Luigi Bianchi, politico italiano
- 1979 - Vincenza Cacace, showgirl, conduttrice televisiva e ex modella italiana
- 1979 - Andrea Coppolino, ginnasta italiano
- 1979 - Hanno Hasler, ex calciatore liechtensteinese
- 1979 - Ivan Heško, mezzofondista ucraino
- 1979 - Jaël, cantante e chitarrista svizzera
- 1979 - Gintautas Paluckas, politico lituano
- 1979 - Niilo Sevänen, musicista finlandese
- 1979 - Gonzague Van Dooren, ex calciatore belga
- 1979 - Yago Alonso-Fueyo, ex calciatore spagnolo
- 1980 - Ylenia Baccaro, conduttrice radiofonica, cantante e disc jockey italiana
- 1980 - Darius Campbell, cantautore, attore e produttore cinematografico britannico († 2022)
- 1980 - Caroline Dries, sceneggiatrice e produttrice cinematografica statunitense
- 1980 - Ricardo Jorge Ferreira Pinto da Silva, allenatore di calcio e ex calciatore capoverdiano
- 1980 - Dean Fujioka, attore, artista e modello giapponese
- 1980 - Andrea Giallombardo, ex calciatore italiano
- 1980 - Carlos Gurpegi, allenatore di calcio e ex calciatore spagnolo
- 1980 - Askil Holm, cantante e chitarrista norvegese
- 1980 - Aaron Horvath, animatore, regista e produttore televisivo statunitense
- 1980 - Alhassane Issoufou, ex calciatore nigerino
- 1980 - Jun Jin, cantante e attore sudcoreano
- 1980 - Adrian Lulgjuraj, cantante albanese
- 1980 - Miroslav Miller, allenatore di calcio e ex calciatore ceco
- 1980 - Norbert Mészáros, calciatore ungherese
- 1980 - Maleye N'Doye, allenatore di pallacanestro e ex cestista senegalese
- 1980 - Paul Parry, ex calciatore gallese
- 1980 - Son Tae-young, attrice sudcoreana
- 1980 - Orlando von Einsiedel, regista britannico
- 1981 - Ahmed Al Alwany, calciatore libico
- 1981 - Nate Burleson, giocatore di football americano canadese
- 1981 - Jan Hudec, ex sciatore alpino ceco
- 1981 - Sabrina Jonnier, ex mountain biker francese
- 1981 - Nick Kennedy, ex rugbista a 15 e dirigente sportivo britannico
- 1981 - Liu Yin, giocatrice di curling cinese
- 1981 - Péter Orosz, ex calciatore ungherese
- 1981 - Kevin Power, scrittore irlandese
- 1981 - Taylor Pyatt, ex hockeista su ghiaccio canadese
- 1981 - Ricardo Ribeiro, cantante portoghese
- 1981 - Belén Scalella, attrice e cantante argentina
- 1981 - Davide Serritella, politico italiano
- 1981 - Márton Szivós, pallanuotista ungherese
- 1981 - Percy Watson, ex wrestler statunitense
- 1981 - Moreno, allenatore di calcio e ex calciatore portoghese
- 1981 - Zamid Čalaev, poliziotto russo
- 1982 - Jens Berthel Askou, allenatore di calcio e ex calciatore danese
- 1982 - Gabriella Bascelli, ex canottiera italiana
- 1982 - Simone Bertazzo, bobbista italiano
- 1982 - Sebastián Cacciola, ex cestista argentino
- 1982 - Erika Christensen, attrice statunitense
- 1982 - Amara Diané, ex calciatore ivoriano
- 1982 - Melissa Fumero, attrice statunitense
- 1982 - Kenneth Gustafsson, ex calciatore svedese
- 1982 - J.J. Hardy, giocatore di baseball statunitense
- 1982 - Stipe Miocic, artista marziale misto statunitense
- 1982 - Steve Ott, allenatore di hockey su ghiaccio e ex hockeista su ghiaccio canadese
- 1982 - Kevin Rans, astista belga
- 1982 - Snežana Rodič, triplista slovena
- 1982 - Manuel Lopes, ex calciatore mozambicano
- 1983 - Shaun Bajada, ex calciatore maltese
- 1983 - Mike Conway, pilota automobilistico britannico
- 1983 - Valentina Cuppi, politica italiana
- 1983 - Kassaly Daouda, calciatore nigerino
- 1983 - Andrea Giovi, allenatore di pallavolo e ex pallavolista italiano
- 1983 - Macklemore, rapper e cantautore statunitense
- 1983 - Missy Higgins, cantautrice australiana
- 1983 - Lin Chi-wen, ex cestista taiwanese
- 1983 - John McCargo, ex giocatore di football americano statunitense
- 1983 - Mike Moh, attore, stuntman e artista marziale statunitense
- 1983 - Peter Mooney, attore canadese
- 1983 - Vlastimil Stožický, calciatore ceco
- 1983 - Tammin Sursok, attrice e cantautrice sudafricana
- 1983 - Johan Thorbjørnsen, ex calciatore norvegese
- 1983 - Daniele Turiaco, giocatore di calcio a 5 italiano
- 1983 - Yang Hao, ex calciatore cinese
- 1983 - Bejbut Šumenov, pugile kazako
- 1984 - Micah Alberti, attore statunitense
- 1984 - Graham Brown, ex cestista statunitense
- 1984 - Jermon Bushrod, giocatore di football americano statunitense
- 1984 - Patty Cardenas, pallanuotista statunitense
- 1984 - Jon Eley, pattinatore di short track britannico
- 1984 - Javier Flaño, ex calciatore spagnolo
- 1984 - Miguel Flaño, ex calciatore spagnolo
- 1984 - Rebecca Gallantree, ex tuffatrice britannica
- 1984 - Alexander Gavrylyuk, pianista ucraino
- 1984 - André Guerreiro Rocha, ex calciatore brasiliano
- 1984 - Mohamed Haddouche, scacchista algerino
- 1984 - Alessandro Matri, ex calciatore italiano
- 1984 - Simon Stone, regista, sceneggiatore e attore australiano
- 1984 - Ryan Taylor, ex calciatore inglese
- 1985 - Juanjo Angosto, ex giocatore di calcio a 5 spagnolo
- 1985 - Nobuaki Anzai, giocatore di go giapponese
- 1985 - Marino Defendi, allenatore di calcio e ex calciatore italiano
- 1985 - Nicolás Fedor, calciatore venezuelano
- 1985 - Mustapha Ghorbal, arbitro di calcio algerino
- 1985 - Lindsey Jacobellis, snowboarder statunitense
- 1985 - V"jačeslav Jerko, aviatore e militare ucraino († 2022)
- 1985 - Vijay Kumar, tiratore a segno indiano
- 1985 - Leyti N'Diaye, ex calciatore senegalese
- 1985 - Lars Nelson, ex fondista svedese
- 1985 - Emilio Rentería, calciatore venezuelano
- 1985 - Erkan Sağlık, calciatore svedese
- 1985 - Asami Sugiura, attrice pornografica e attrice giapponese
- 1985 - Tom Sykes, pilota motociclistico britannico
- 1985 - Tamara Tatham, ex cestista e allenatrice di pallacanestro canadese
- 1986 - Lluís Cortés, allenatore di calcio e ex calciatore spagnolo
- 1986 - Vilde Frang, violinista norvegese
- 1986 - Jorge García, ex calciatore uruguaiano
- 1986 - Benoît Gillet, cestista francese
- 1986 - Saori Kimura, ex pallavolista giapponese
- 1986 - Bruno Lopes, ex calciatore brasiliano
- 1986 - Lehlohonolo Majoro, calciatore sudafricano
- 1986 - Rúben Micael, ex calciatore portoghese
- 1986 - Sōtīrīs Mpalafas, calciatore greco
- 1986 - Jamie O'Neill, giocatore di snooker inglese
- 1986 - Christina Perri, cantautrice statunitense
- 1986 - Aleš Razým, ex fondista ceco
- 1986 - Sebastián Sosa, calciatore uruguaiano
- 1986 - Sueliton, ex calciatore brasiliano
- 1986 - Tian Qing, giocatrice di badminton cinese
- 1986 - John Williamson, ex cestista statunitense
- 1986 - Yoo Yeon-seong, giocatore di badminton sudcoreano
- 1987 - Dominique Archie, cestista statunitense
- 1987 - Sara Ballesteros, attrice spagnola
- 1987 - Ross Bekkering, ex cestista canadese
- 1987 - Patrick Chung, ex giocatore di football americano giamaicano
- 1987 - Alessio Crivellari, hockeista in-line italiano
- 1987 - Brandon Deaderick, giocatore di football americano statunitense
- 1987 - Kaj Hendriks, canottiere olandese
- 1987 - Nico Hülkenberg, pilota automobilistico tedesco
- 1987 - Manny Jacinto, attore filippino
- 1987 - Jaka Klobučar, cestista sloveno
- 1987 - Gabriel Lima, ex giocatore di calcio a 5 brasiliano
- 1987 - George Papadopoulos, opinionista e politologo statunitense
- 1987 - Jackson Rivera, pallavolista portoricano
- 1987 - Romero Frank, calciatore peruviano
- 1987 - Ermek Sakenov, pugile kirghiso
- 1987 - Abdulqader Hikmat Sarhan, taekwondoka qatariota
- 1987 - Vic So'oto, giocatore di football americano statunitense
- 1987 - Simone Sozza, arbitro di calcio italiano
- 1987 - Richard Stearman, ex calciatore inglese
- 1987 - Hiroe Suzuki, lottatrice giapponese
- 1987 - Jens van Son, ex calciatore olandese
- 1988 - Ty Abbott, ex cestista, allenatore di pallacanestro e dirigente sportivo statunitense
- 1988 - Kirk Cousins, giocatore di football americano statunitense
- 1988 - Vahagn Davtjan, ginnasta armeno
- 1988 - Laura Deas, skeletonista britannica
- 1988 - Louis Ewonde, ex calciatore camerunese
- 1988 - Csaba Gercsák, nuotatore ungherese
- 1988 - Damian Hollis, cestista statunitense
- 1988 - Igor Krulj, allenatore di calcio e ex calciatore svedese
- 1988 - Viktorija Kutuzova, ex tennista ucraina
- 1988 - Kévin Monnet-Paquet, ex calciatore francese
- 1988 - Issiaka Ouédraogo, calciatore burkinabé
- 1988 - Joan Oumari, ex calciatore tedesco
- 1988 - Bojan Radetić, ex cestista serbo
- 1988 - Veronica Roth, scrittrice statunitense
- 1988 - Sani Sakakini, cestista palestinese
- 1988 - Cristina Scuccia, cantante italiana
- 1988 - Travis Tedford, attore statunitense
- 1988 - Tu Xiao, ginnasta cinese
- 1988 - Michael Tukura, ex calciatore nigeriano
- 1988 - Samuela Vunisa, rugbista a 15 figiano
- 1989 - Aritz Bagües, ex ciclista su strada e dirigente sportivo spagnolo
- 1989 - Brandon Brooks, ex giocatore di football americano statunitense
- 1989 - Raúl Castro Peñaloza, calciatore boliviano
- 1989 - Agata Durajczyk, pallavolista polacca
- 1989 - Uschi Freitag, ex tuffatrice tedesca
- 1989 - Noriaki Fujimoto, calciatore giapponese
- 1989 - Cristin Granados, calciatrice costaricana
- 1989 - Matthew Hartmann, calciatore inglese
- 1989 - Josh Law, ex calciatore inglese
- 1989 - Jonathan Martin, giocatore di football americano statunitense
- 1989 - Lil' Romeo, rapper, attore e ex cestista statunitense
- 1989 - Sara Nuru, modella tedesca
- 1989 - Lorenzo Pasqualini, calciatore italiano
- 1989 - Julianna Peña, artista marziale mista statunitense
- 1989 - Anel Raskaj, ex calciatore kosovaro
- 1989 - João Ribeiro, canoista portoghese
- 1989 - Maciej Rybus, calciatore polacco
- 1989 - Alexandru Vagner, calciatore rumeno († 2022)
- 1990 - Nikita Bezlichotnov, ex calciatore russo
- 1990 - Khama Billiat, calciatore zimbabwese
- 1990 - Lisa Galvan, calciatrice e ex giocatrice di calcio a 5 italiana
- 1990 - Vladimir Krasnov, velocista russo
- 1990 - Toni Leistner, calciatore tedesco
- 1990 - Pablo Lima Gualco, calciatore uruguaiano
- 1990 - Lennies McFerren, giocatore di football americano statunitense
- 1990 - Vincent Pajot, calciatore francese
- 1990 - Florentin Pogba, calciatore guineano
- 1990 - Mathias Pogba, calciatore guineano
- 1990 - Nuno Sequeira, calciatore portoghese
- 1990 - Ǵafýrjan Sýıimbayev, calciatore kazako
- 1990 - Sofía Toro, velista spagnola
- 1990 - Tobias Vibe, giocatore di calcio a 5 e calciatore norvegese
- 1990 - Mamadou Wagué, ex calciatore francese
- 1991 - Ali Ahamada, calciatore francese
- 1991 - Salem Al-Dawsari, calciatore saudita
- 1991 - Jorge Betancur, calciatore colombiano
- 1991 - Brenda Briasco, schermitrice italiana
- 1991 - Alberto Brignoli, calciatore italiano
- 1991 - Gianni Bruno, calciatore belga
- 1991 - Néstor Canelón, calciatore venezuelano
- 1991 - Jacob Dalton, ex ginnasta statunitense
- 1991 - Cheick Doumbia, calciatore maliano
- 1991 - Ivor Horvat, calciatore croato
- 1991 - Jonathan Johansson, calciatore svedese
- 1991 - Kendall Marshall, ex cestista statunitense
- 1991 - Osvaldas Matulionis, cestista lituano
- 1991 - Ousmane N'Diaye, calciatore senegalese
- 1991 - Brock O'Hurn, modello e attore statunitense
- 1991 - Diogo Rangel, calciatore brasiliano
- 1991 - Benoît Schwarz, giocatore di curling svizzero
- 1991 - Matyas Szabo, schermidore rumeno
- 1991 - Kalidou Yero, ex calciatore senegalese
- 1991 - Bartosz Śpiączka, calciatore polacco
- 1992 - Nikita Baranov, calciatore estone
- 1992 - Oumar Camara, calciatore francese
- 1992 - Matías Catalán, calciatore argentino
- 1992 - Sarah Davies, sollevatrice britannica
- 1992 - Daniel Dziwniel, calciatore tedesco
- 1992 - Borja Díaz, giocatore di calcio a 5 spagnolo
- 1992 - Teitur Gestsson, calciatore faroese
- 1992 - Graham Glasgow, giocatore di football americano statunitense
- 1992 - Mohammad Hossein Mohammadian, lottatore iraniano
- 1992 - Estelle Mossely, pugile francese
- 1992 - Chaniel Nelson, pallavolista statunitense
- 1992 - Julien Trarieux, ciclista su strada e mountain biker francese
- 1992 - Vektroid, musicista statunitense
- 1992 - Feid, cantautore colombiano
- 1992 - Ramik Wilson, giocatore di football americano statunitense
- 1992 - Michal Škvarka, calciatore slovacco
- 1993 - Vladislav Arventii, taekwondoka moldavo
- 1993 - Kristoffer Barmen, calciatore norvegese
- 1993 - Evan Boehm, giocatore di football americano statunitense
- 1993 - Garry Buckley, calciatore irlandese
- 1993 - Nik Tendo, rapper ceco
- 1993 - Andrea Coronica, ex cestista italiano
- 1993 - Zakaria Haddouche, calciatore algerino
- 1993 - Joana Jiménez García, nuotatrice artistica messicana
- 1993 - Kenan Kodro, calciatore bosniaco
- 1993 - Jarlín Quintero, calciatore colombiano
- 1993 - Alan Ruiz, calciatore argentino
- 1993 - James Webb, cestista statunitense
- 1993 - Ryan Westley, canoista britannico
- 1994 - Diego Arbelo, rugbista a 15 uruguaiano
- 1994 - Nick Cassidy, pilota automobilistico neozelandese
- 1994 - Evans Ganapamo, cestista francese
- 1994 - Fernando Gaviria, ciclista su strada e pistard colombiano
- 1994 - Edmílson Junior, calciatore belga
- 1994 - Jean Kaltack, calciatore vanuatuano
- 1994 - Jake Matthews, artista marziale misto australiano
- 1994 - Jannik Nowak, giocatore di football americano tedesco
- 1994 - Sonia O'Neill, calciatrice canadese
- 1994 - Yseult, cantautrice, modella e attrice francese
- 1994 - Alexis Raynaud, tiratore a segno francese
- 1994 - Katja Salskov-Iversen, velista danese
- 1994 - Silje Theodorsen, fondista norvegese
- 1994 - Nafissatou Thiam, multiplista e altista belga
- 1994 - Steven Ugarković, calciatore australiano
- 1994 - Ion Ursu, calciatore moldavo
- 1994 - Lucas Villalba, calciatore argentino
- 1994 - Johannes Weißenfeld, canottiere tedesco
- 1994 - Andrew Wylie, giocatore di football americano statunitense
- 1994 - Mert Hakan Yandaş, calciatore turco
- 1994 - Mar'jan Zakal'nyc'kyj, marciatore ucraino
- 1994 - Zhang Yuxuan, tennista cinese
- 1995 - Lukas Aukštikalnis, cestista lituano
- 1995 - Xavier Cooks, cestista australiano
- 1995 - Juan Francisco Guevara, pilota motociclistico spagnolo
- 1995 - Seth Hellberg, calciatore svedese
- 1995 - Bona, cantante e attrice sudcoreana
- 1995 - Júnior Lacayo, calciatore honduregno
- 1995 - Cristiano Lombardi, allenatore di calcio e ex calciatore italiano
- 1995 - Queensy Menig, calciatore olandese
- 1995 - Friedelinde Petershofen, astista tedesca
- 1995 - Aleksandra Stepanova, danzatrice su ghiaccio russa
- 1995 - Izzy Tandir, ex calciatore bosniaco
- 1995 - Harry Toffolo, calciatore inglese
- 1995 - Velveteen Dream, wrestler statunitense
- 1995 - Soeuy Visal, calciatore cambogiano
- 1995 - Xu Jiayu, nuotatore cinese
- 1995 - Aleksandar Šušnjar, calciatore australiano
- 1996 - Ibel Ahidazan, giocatore di football americano francese
- 1996 - Muteb Al-Mufarrij, calciatore saudita
- 1996 - Almoez Ali, calciatore sudanese
- 1996 - Bilel Aït Malek, calciatore francese
- 1996 - Peter Cholopi, calciatore malawiano
- 1996 - Joan Femenías, calciatore spagnolo
- 1996 - Kennedy Goss, nuotatrice canadese
- 1996 - Hsu Ching-wen, ex tennista taiwanese
- 1996 - Valentin Rosier, calciatore francese
- 1996 - Ransford Selasi, calciatore ghanese
- 1996 - Lejuan Simmons, calciatore britannico
- 1996 - Vitalij Volodymyrovyč Skakun, militare ucraino († 2022)
- 1996 - Eduardo Sousa, giocatore di calcio a 5 portoghese
- 1996 - Laura Tesoro, cantante, attrice e ballerina belga
- 1996 - Yordan Thimon, calciatore francese
- 1996 - Miloš Vulić, calciatore serbo
- 1996 - Jack Whatmough, calciatore inglese
- 1997 - Kris Bubic, giocatore di baseball statunitense
- 1997 - Joseph Castanon, attore statunitense
- 1997 - Dylan Chambost, calciatore francese
- 1997 - Adrien Costa, ex ciclista su strada statunitense
- 1997 - Bartłomiej Drągowski, calciatore polacco
- 1997 - Darrell Henderson, giocatore di football americano statunitense
- 1997 - Hong Seung-hee, attrice sudcoreana
- 1997 - Rainer Kepplinger, ciclista su strada austriaco
- 1997 - Michael López, calciatore argentino
- 1997 - Alan Medina, calciatore messicano
- 1997 - Trhae Mitchell, cestista statunitense
- 1997 - Cleiton Schwengber, calciatore brasiliano
- 1997 - John Simpson, giocatore di football americano statunitense
- 1997 - Akaki Tabutsadze, rugbista a 15 georgiano
- 1997 - Killy, rapper canadese
- 1997 - Marija Titova, ex ginnasta russa
- 1997 - Thibault Vlietinck, calciatore belga
- 1997 - Florian Wellbrock, nuotatore tedesco
- 1997 - Giorgia Whigham, attrice statunitense
- 1998 - Sandra Alonso, ciclista su strada e pistard spagnola
- 1998 - Franko Burraj, velocista albanese
- 1998 - Lawrence Chaziya, calciatore malawiano
- 1998 - Eric Fagúndez, ciclista su strada uruguaiano
- 1998 - Paolo Fernandes, calciatore spagnolo
- 1998 - Hunter Long, giocatore di football americano statunitense
- 1998 - Andreas Mihaiu, calciatore rumeno
- 1998 - Dmitrij Rybčinskij, calciatore russo
- 1999 - Nathaniel Atkinson, calciatore australiano
- 1999 - Linda Casadio, calciatrice italiana
- 1999 - Ethan Cutkosky, attore e cantante statunitense
- 1999 - Paulius Golubickas, calciatore lituano
- 1999 - Tristan Lake Leabu, attore statunitense
- 1999 - Florentino Luís, calciatore portoghese
- 1999 - Godfried Roemeratoe, calciatore olandese
- 1999 - Laorent Shabani, calciatore svedese
- 2000 - Božana Butigan, pallavolista bosniaca
- 2000 - Kerstin Casparij, calciatrice olandese
- 2000 - Felix Engelhardt, ciclista su strada tedesco
- 2000 - Joel Jorquera, calciatore spagnolo
- 2000 - Kris Murray, cestista statunitense
- 2000 - Keegan Murray, cestista statunitense
- 2000 - Pedro Ortiz, calciatore spagnolo

## XXI secolo(30)
- 2001 - Joshua Gudnitz, ciclista su strada e ciclocrossista danese
- 2001 - Awak Kuier, cestista finlandese
- 2001 - Shurandy Sambo, calciatore olandese
- 2001 - Shen Mengyu, calciatrice cinese
- 2002 - Warner Brown, calciatore giamaicano
- 2002 - Svenja Fölmli, calciatrice svizzera
- 2002 - Tayvon Gray, calciatore statunitense
- 2002 - Bucky Irving, giocatore di football americano statunitense
- 2002 - Vinicius Mello, calciatore brasiliano
- 2002 - Nathan Mendes, calciatore brasiliano
- 2002 - Raphaelle Plante, nuotatrice artistica canadese
- 2002 - Jesse Randall, calciatore neozelandese
- 2002 - Albert Rosas, calciatore andorrano
- 2002 - Adrian Zeljković, calciatore sloveno
- 2002 - Afonso Rodrigues, calciatore portoghese
- 2003 - Jacques Ekomié, calciatore gabonese
- 2003 - Francesco Gheghi, attore italiano
- 2003 - Tristan Güther, giocatore di football americano tedesco
- 2003 - Solomon Bonnah, calciatore olandese
- 2003 - Bahattin Sofuoğlu, pilota motociclistico turco
- 2003 - Steele Stebbins, attore statunitense
- 2003 - Kacper Trelowski, calciatore polacco
- 2004 - Cindy Haasch, combinatista nordica tedesca
- 2004 - Hamza Shibli, calciatore israeliano
- 2005 - Carla Lazzari, cantante francese
- 2005 - Inti López, calciatore uruguaiano
- 2006 - Sara Curtis, nuotatrice italiana
- 2006 - El Hadary Raheriniaina, calciatore malgascio
- 2007 - Yogev Dagan, nuotatore artistico israeliano
- 2008 - Oleksandra Gorec'ka, nuotatrice artistica ucraina

## Senza anno specificato(2)
- Salamone Rossi, compositore e musicista italiano († 1630)
- Fiorenzo Senese, scenografo, sceneggiatore e costumista italiano